# 1990 في أوكرانيا
فيما يلي قوائم الأحداث التي وقعت خلال عام 1990 في أوكرانيا.

## سياسة

### تعيين في المنصب
- 15 مايو – بافلو لازارينكو نائب الشعب الأوكراني [الإنجليزية]‏.
- 15 مايو – فلاديمير إيفاشكو نائب الشعب الأوكراني [الإنجليزية]‏.
- 15 مايو – ليونيد كرافتشوك نائب الشعب الأوكراني [الإنجليزية]‏.
- 15 مايو – ليونيد كوتشما نائب الشعب الأوكراني [الإنجليزية]‏.

### انتهاء فترة المنصب
- 19 يوليو – فلاديمير إيفاشكو نائب الشعب الأوكراني [الإنجليزية]‏.

## مواليد

### يناير
- 1 يناير – جوليا غلوشكو لاعبة كرة مضرب إسرائيلية.

### فبراير
- 18 فبراير – إيرينا جليبكو لاعبة كرة يد أوكرانية.
- 27 فبراير – آنا فيدوروفا

### أبريل
- 19 أبريل – دينيس هارماش لاعب كرة قدم أوكراني.

### يوليو
- 12 يوليو – أناستازيا جريمالسكا لاعبة كرة مضرب إيطالية.

## وفيات

### يناير
- 1 يناير – أبراهام تيهومي (مواليد 1903)
- 19 يناير – ألكسندر بيشيرسكي (مواليد 1909) ضابط أوكراني.

### نوفمبر
- 26 نوفمبر – صموئيل نوح كريمر (مواليد 1897)